# John Biffen
William John Biffen, Baron Biffen PC (* 3. November 1930 in Combwich, Somerset, England; † 14. August 2007 in Shrewsbury, Shropshire, England) war ein britischer Politiker der Conservative Party.

## Biografie
Nach dem Besuch der Dr. Morgan's School in Bridgwater studierte er am Jesus College der University of Cambridge. Im Anschluss begann er seine berufliche Laufbahn und war zwischen 1953 und 1960 bei dem Unternehmen Tube Investments, Ltd. tätig.
Am 8. November 1961 wurde er bei einer Nachwahl (By-election) für die Conservative Party erstmals zum Abgeordneten in das Unterhaus (House of Commons) gewählt und vertrat dort zunächst bis 1983 den Wahlkreis Oswestry und anschließend von 1983 bis 1997 den Wahlkreis Shropshire North.
Nach dem Wahlsieg der Tories bei den Unterhauswahlen vom 3. Mai 1979 wurde er von Premierministerin Margaret Thatcher zum Chefsekretär des Schatzamtes (Chief Secretary to the Treasury) ernannt. Nach einer Regierungsumbildung war er anschließend zwischen 1981 und 1982 Handelsminister, ehe er danach Lord President of the Council wurde. Zuletzt war er zwischen 1983 und 1987 Lordsiegelbewahrer (Lord Privy Seal) der Regierung Thatcher und zugleich von 1982 bis 1987 Führer der konservativen Mehrheitsfraktion im Unterhaus (Leader of the House of Commons). Diese Ämter verlor er jedoch wegen seiner Kritik an der von Premierministerin Thatcher geplanten Kopfsteuer (Poll Tax).
Nach seinem Ausscheiden aus dem Unterhaus wurde er 1997 als Life Peer mit dem Titel Baron Biffen, of Tanat in the County of Shropshire, in den Adelsstand erhoben und gehörte damit von 1997 bis zu seinem Tode dem Oberhaus (House of Lords) an.
Baron Biffen war auch Mitglied der Mont Pelerin Society, einem 1947 gegründeten Zusammenschluss neoliberaler Intellektueller, deren Ziel die Verteidigung und Förderung von Freiheit, Rechtsstaatlichkeit, Privateigentum und Wettbewerb ist.
Darüber hinaus verfasste er mehrere Bücher zu politischen Themen wie Nation in Doubt (1976) und Political Office or Politic Power: Six Speeches on National and International Affairs (1977). 1989 erschienen seine politischen Memoiren unter dem Titel Inside Westminster: Behind the Scenes at the House of Commons.